# Urząd Horst-Herzhorn
Urząd Horst-Herzhorn (niem. Amt Horst-Herzhorn) - urząd w Niemczech w kraju związkowym Szlezwik-Holsztyn, w powiecie Steinburg. Siedziba urzędu znajduje się w miejscowości Horst (Holstein).
W skład urzędu wchodzi dwanaście gmin:
1. Altenmoor
2. Blomesche Wildnis
3. Borsfleth
4. Engelbrechtsche Wildnis
5. Herzhorn
6. Hohenfelde
7. Horst (Holstein)
8. Kiebitzreihe
9. Kollmar
10. Krempdorf
11. Neuendorf bei Elmshorn
12. Sommerland